# Molophilus karta
Molophilus karta är en tvåvingeart som beskrevs av Günther Theischinger 1992. Molophilus karta ingår i släktet Molophilus och familjen småharkrankar. Inga underarter finns listade i Catalogue of Life.